# 塩尻峠

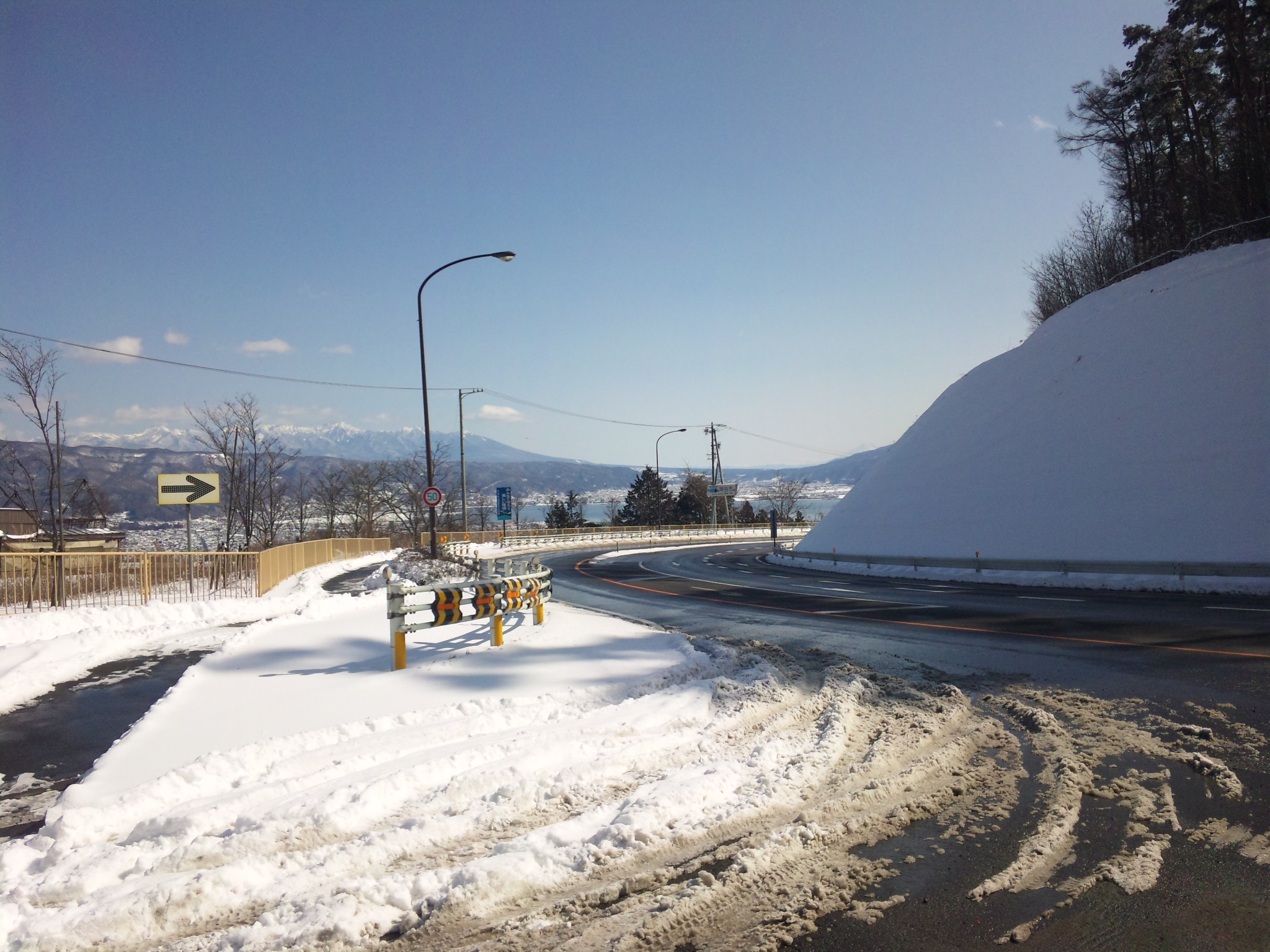
国道20号塩尻峠。諏訪湖、八ヶ岳方面。

塩尻峠（しおじりとうげ）は、長野県塩尻市と岡谷市の境にある、諏訪盆地と松本盆地を隔てる峠。かつて中山道が通り、現在は別ルートであるが国道20号も通る。
地形は岡谷側が急で、岡谷市街地約800mから最高点1,012m（国道20号上）まで一気に駆け上がる。塩尻側は比較的緩やかである。国道20号には、岡谷側、塩尻側ともに登坂車線が設置されている。
地元では塩嶺峠（えんれいとうげ）とも呼ばれている。同じ場所に塩嶺山（火山）があったといわれ、それがいわれとも考えられる。塩嶺の名称は、塩尻峠直下の「塩嶺トンネル」（中央本線・長野自動車道）にも見受けられる。
中央分水嶺の峠の一つで、岡谷側に降った雨は天竜川（太平洋）へ流れ、塩尻側に降った雨は、犀川（信濃川（千曲川）へ合流、日本海）へ流れる。
1880年（明治13年）、明治天皇の巡幸があり塩尻峠を通過。御野立場が設けられ頂上付近には、後日、記念碑が建立された。1947年（昭和22年）10月14日、昭和天皇が塩尻峠に行幸（昭和天皇の戦後巡幸）した際には、この記念碑を訪れている。なお、峠に向かう際に自動車が急勾配のために登ることができず、途中から徒歩で登った。
かつては松本電鉄や、JRバスの路線が走っていたが、後に廃止となり、現在塩尻峠を越える路線バスはない。

## 美術における塩尻峠

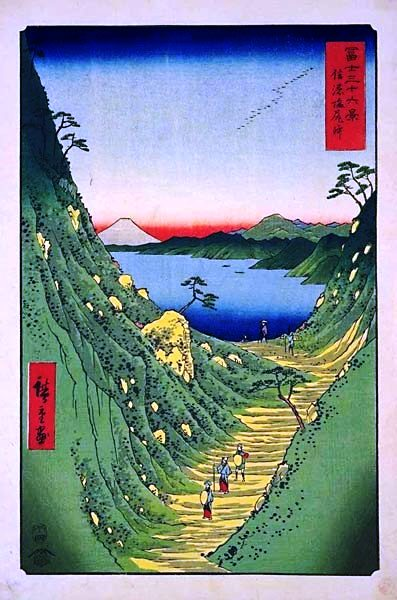
歌川広重「信濃塩尻峠」

浮世絵師の歌川広重は、没後の安政6年（1859年）6月に刊行された連作『冨二三十六景』の一枚「信濃塩尻峠」において峠越しに見える諏訪湖と、その彼方に見える富士山を描いている。『冨士三十六景』には同様の構図の「甲斐御坂峠」があり、こちらは御坂峠から見える河口湖と冨士を描いている。

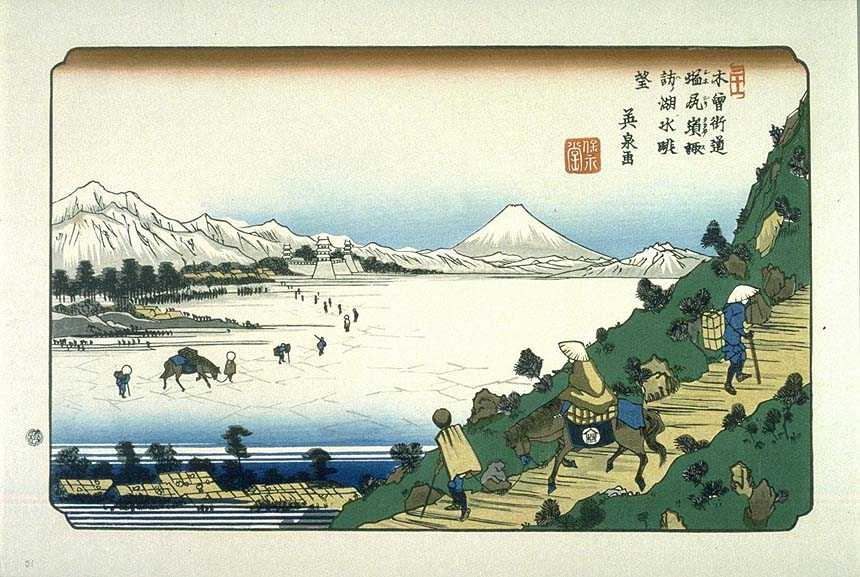
渓斎英泉「塩尻峠諏訪湖眺望」

また、渓斎英泉の『木曽海道六十九次』の三十一　「木曽街道塩尻峠諏訪ノ湖水眺望」では、結氷して御神渡りの兆候が見られる諏訪湖の氷上を歩く人々と、対岸の“浮城”高島城、遠景に八ヶ岳と富士山を描いている。実際の景色に忠実な構図であるため、観光地図や地元資料などで現在の写真と並べて掲示されることが多く、広重作品よりもこちらの方が知られている。

## アクセス
- 塩尻駅より塩尻市地域振興バス「みどり湖・東山線」で約25分、終点「御野立口」下車徒歩。